# Liste des œuvres publiques du 11e arrondissement de Paris

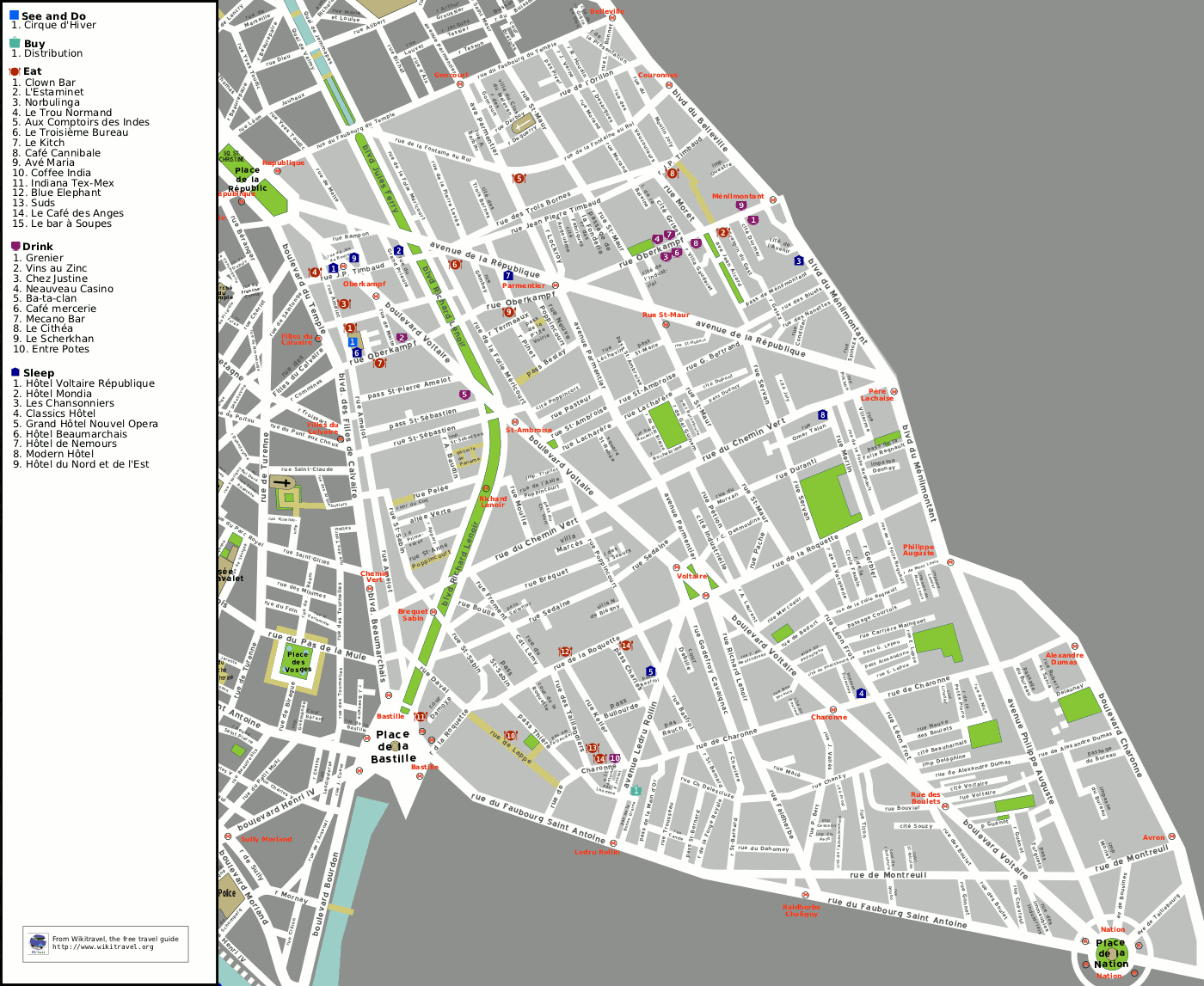
Plan du 11e arrondissement de Paris.

Cet article tente de recenser les principales œuvres d'art public du 11e arrondissement de Paris, en France.

## Liste
- L'Accueil, réalisée par les habitants et les passants avec l'aide du sculpteur G. Chance (square Saint-Ambroise)[1] ;
- Le Botteleur, Jacques Perrin (1888, square Maurice-Gardette);
- Église du Foyer, Raymond Delamarre (1931, chapelle)[2] :
  - Calvaire du Christ ;
  - Marie ;
  - Saint Jean ;
- Fontaine de la Liberté, Marcello Tommasi, (1983, place Léon-Blum, déposée entre juin 2006 et avril 2007)
- Le Génie de la Liberté, Auguste Dumont (1836, place de la Bastille)
- La Grisette de 1830, Jean-Bernard Descomps, (1911, square Jules-Ferry)[3]
- Monument à Léon Blum, Philippe Garel, (1984, place Léon-Blum) ;
- Monument à la République, Léopold Morice et François-Charles Morice (1883, place de la République) ;
- Peinture murale, Philippe Rebuffet (1985, rénovée par l'artiste en 2006, rue Nicolas-Appert) ;
- Répit du travailleur, Jules Pendariès (1925, rue Jean-Pierre-Timbaud (Esplanade Roger-Linet));
- Le Triomphe de la République, Jules Dalou (1899, place de la Nation) ;
- Buste en bronze de Clotilde de Vaux, Décio Villarès (1851-1931), rue Clotilde de Vaux ;
- La Jeune Fille triste, de Banksy, réalisée sur la porte d'une issue de secours du Bataclan en 2018 (Passage Saint-Pierre-Amelot).

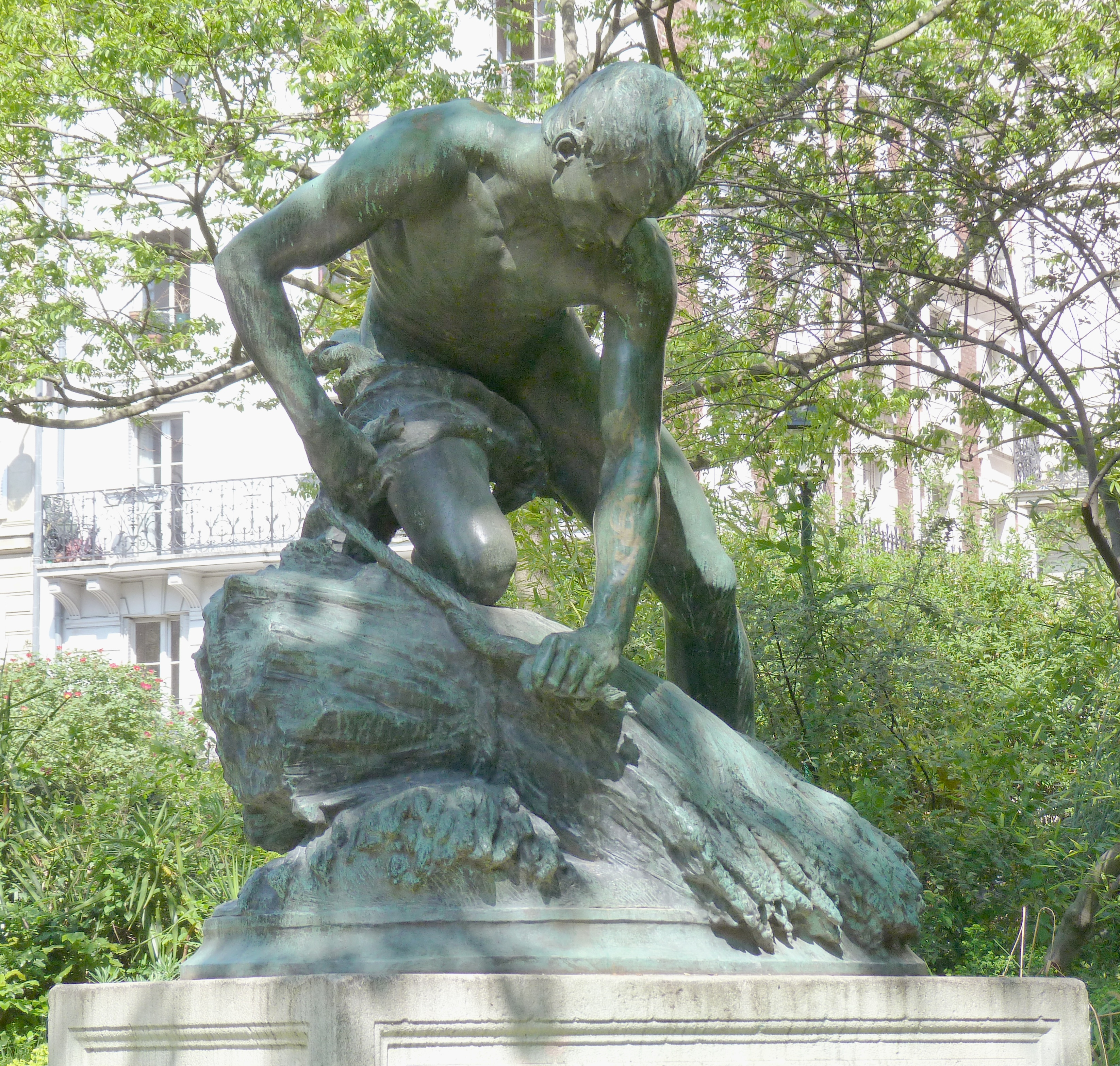
Le Botteleur
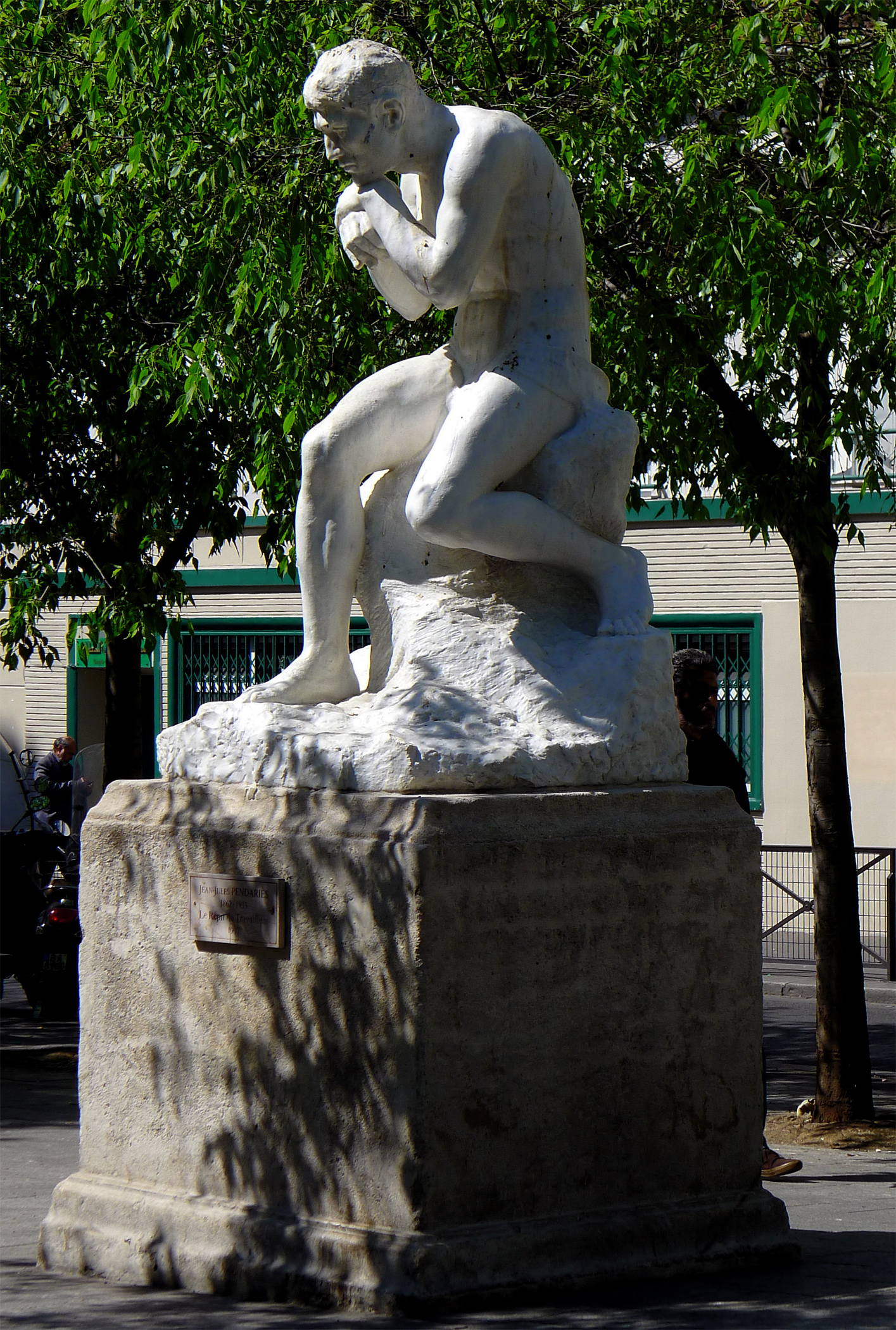
Statue Répit du travailleur de Jules Pendariès.
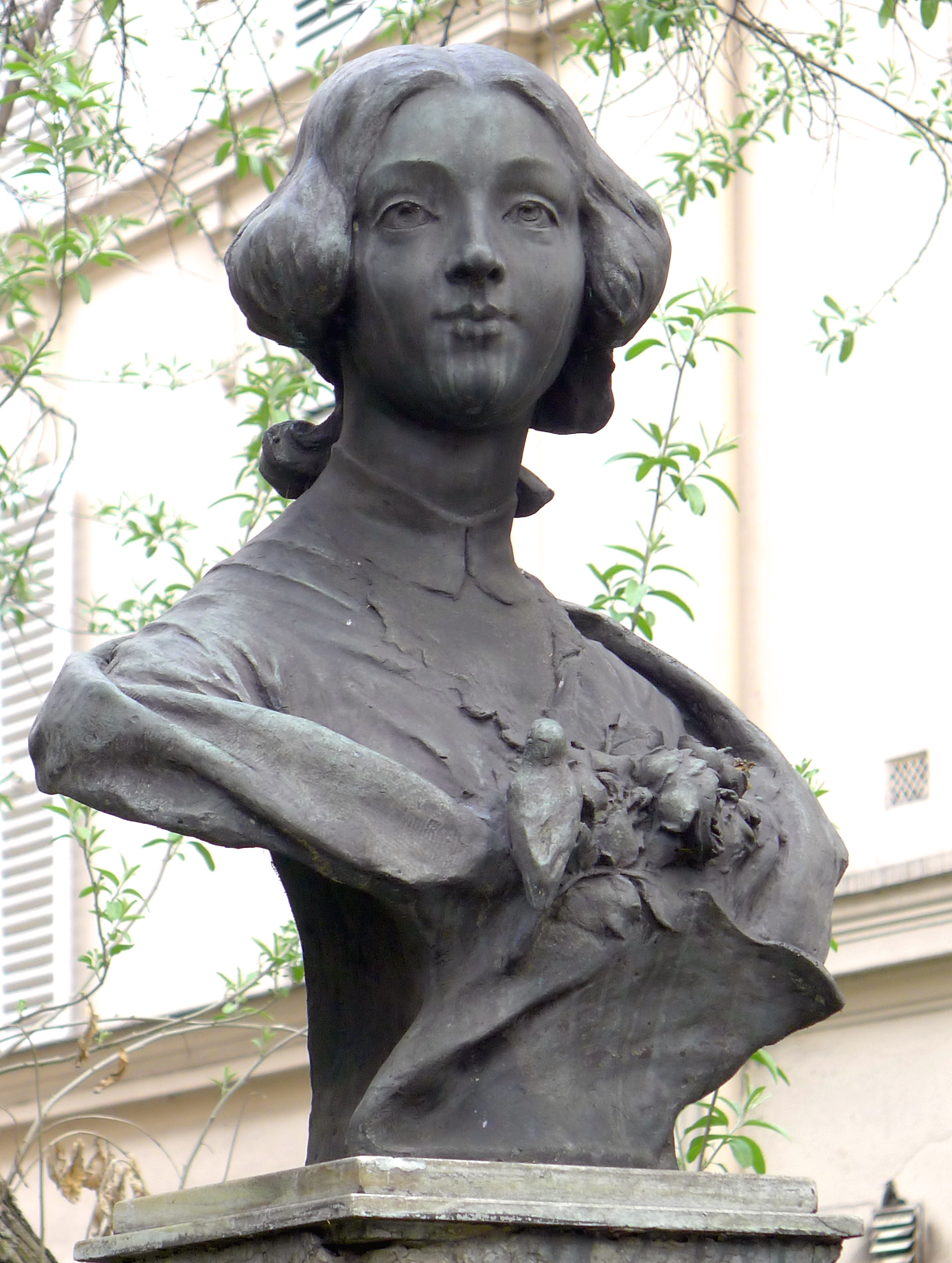
Buste de Clotilde de Vaux